# Konklawe 1621
Konklawe 8-9 lutego 1621 – konklawe, które wybrało Grzegorza XV na następcę Pawła V. Było to najkrótsze konklawe XVII wieku i zarazem ostatnie, w którym wybrano papieża przez aklamację.

## Śmierć Pawła V
Papież Paweł V zmarł 28 stycznia 1621 roku po najdłuższym pontyfikacie od czasu Eugeniusza IV w XV wieku. Papież ten, podobnie jak jego poprzednicy (a także następcy), uprawiał nepotyzm i swoją prawą ręką uczynił siostrzeńca Scipione Caffarelli-Borghese. Jako kardynał nepot zgromadził on ogromny majątek i wpływy i powszechnie uważano, że nowym papieżem zostanie osoba naznaczona właśnie przez niego.

## Lista uczestników
W konklawe wzięło udział 52 z 70 żyjących kardynałów:
- Antonio Maria Sauli (nominacja 18 grudnia 1587) – kardynał biskup Ostia e Velletri; dziekan Świętego Kolegium Kardynałów; prefekt Świętej Kongregacji ds. Biskupów i Zakonników
- Benedetto Giustiniani (17 grudnia 1586) – kardynał biskup Porto e Santa Rufina; subdziekan Świętego Kolegium Kardynałów
- Francesco Maria Bourbon del Monte (14 grudnia 1588) – kardynał biskup Palestriny; prefekt Świętej Kongregacji ds. Obrzędów i Ceremonii
- Francesco Sforza di Santa Fiora (12 grudnia 1583) – kardynał biskup Frascati
- Alessandro Peretti de Montalto (13 maja 1585) – kardynał biskup Albano; komendatariusz kościoła prezbiterialnego S. Lorenzo in Damaso; wicekanclerz Świętego Kościoła Rzymskiego; protektor Polski; komendatariusz opactwa terytorialnego Farfa
- Pietro Aldobrandini (17 września 1593) – kardynał biskup Sabiny; kamerling Świętego Kościoła Rzymskiego; prefekt Sygnatury ds. Brewe Apostolskich; arcybiskup Rawenny; komendatariusz opactwa terytorialnego Tre Fontane; protektor Sabaudii
- Odoardo Farnese (6 marca 1591) – kardynał prezbiter bez tytułu; protoprezbiter Świętego Kolegium Kardynałów; legat apostolski w Viterbo; gubernator Vetralla
- Ottavio Bandini (5 czerwca 1596) – kardynał prezbiter S. Lorenzo in Lucina
- Bartolomeo Cesi (5 czerwca 1596) – kardynał prezbiter S. Maria in Trastevere
- Bonifacio Bevilacqua (3 marca 1599) – kardynał prezbiter S. Pietro in Vincoli; biskup Cervia
- Robert Bellarmin SJ (3 marca 1599) – kardynał prezbiter S. Maria in Via; prefekt Świętej Kongregacji Indeksu
- Giovanni Battista Deti (3 marca 1599) – kardynał prezbiter S. Marcellino e Pietro; prokamerling Świętego Kościoła Rzymskiego
- Domenico Ginnasi (9 czerwca 1604) – kardynał prezbiter Ss. XII Apostoli
- Antonio Zapata y Cisneros (9 czerwca 1604) – kardynał prezbiter S. Balbina; protektor Hiszpanii; wicekról Neapolu
- Carlo Gaudenzio Madruzzo (9 czerwca 1604) – kardynał prezbiter S. Cesareo in Palatio; biskup Trydentu
- Giovanni Delfino (9 czerwca 1604) – kardynał prezbiter S. Marco
- Giacomo Sannesio (9 czerwca 1604) – kardynał prezbiter S. Stefano al Monte Celio; biskup Orvieto
- Scipione Caffarelli-Borghese (18 lipca 1605) – kardynał prezbiter S. Crisogono; superintendent generalny Stolicy Apostolskiej; prefekt Świętej Konsulty; prefekt Świętej Kongregacji Dobrego Rządu; penitencjariusz większy; prefekt Trybunału Apostolskiej Sygnatury Łaski; archiprezbiter bazyliki watykańskiej; prefekt Fabryki Świętego Piotra; komendatariusz opactwa terytorialnego Subiaco; legat apostolski w Awinionie; gubernator Fermo; kamerling Świętego Kolegium Kardynałów; protektor Rzeszy Niemieckiej
- Maffeo Barberini (11 września 1606) – kardynał prezbiter S. Onofrio; prefekt Trybunału Apostolskiej Sygnatury Sprawiedliwości
- Giovanni Garzia Millini (11 września 1606) – kardynał prezbiter Ss. IV Coronati; archiprezbiter bazyliki liberiańskiej; sekretarz Świętej Kongregacji Rzymskiej i Powszechnej Inkwizycji; wikariusz generalny diecezji rzymskiej
- Marcello Lante della Rovere (11 września 1606) – kardynał prezbiter Ss. Quirico e Giulitta; biskup Todi
- Michelangelo Tonti (24 listopada 1608) – kardynał prezbiter S. Bartolomeo all’Isola; biskup Ceseny
- Fabrizio Veralli (24 listopada 1608) – kardynał prezbiter S. Agostino
- Giambattista Leni (24 listopada 1608) – kardynał prezbiter S. Cecilia; archiprezbiter bazyliki laterańskiej; biskup Ferrary
- Decio Carafa (17 sierpnia 1611) – kardynał prezbiter Ss. Giovanni e Paolo; arcybiskup Neapolu
- Domenico Rivarola (17 sierpnia 1611) – kardynał prezbiter S. Martino ai Monti; legat apostolski w Romanii
- Jean de Bonsi (17 sierpnia 1611) – kardynał prezbiter S. Clemente; biskup Béziers
- Filippo Filonardi (17 sierpnia 1611) – kardynał prezbiter S. Maria del Popolo
- Pier Paolo Crescenzi (17 sierpnia 1611) – kardynał prezbiter Ss. Nereo ed Achilleo; biskup Rieti
- Agostino Galamina OP (17 sierpnia 1611) – kardynał prezbiter S. Maria in Aracoeli; biskup Osimo
- Gaspar de Borja y Velasco (17 sierpnia 1611) – kardynał prezbiter S. Croce in Gerusalemme
- Felice Centini OFMConv (17 sierpnia 1611) – kardynał prezbiter S. Lorenzo in Panisperna; biskup Macerata e Tolentino
- Giacomo Serra (17 sierpnia 1611) – kardynał prezbiter S. Maria della Pace; legat apostolski w Ferrarze
- Roberto Ubaldini (2 grudnia 1615) – kardynał prezbiter S. Pudenziana; biskup Montepulciano
- Tiberio Muti (2 grudnia 1615) – kardynał prezbiter S. Prisca; biskup Viterbo
- Giulio Savelli (2 grudnia 1615) – kardynał prezbiter S. Sabina; biskup Ankony; legat apostolski w Bolonii
- Alessandro Ludovisi (19 września 1616) – kardynał prezbiter S. Maria in Traspontina; arcybiskup Bolonii
- Ladislao d’Aquino (19 września 1616) – kardynał prezbiter S. Maria sopra Minerva; biskup Venafro
- Pietro Campori (19 września 1616) – kardynał prezbiter S. Tommaso in Parione
- Matteo Priuli (19 września 1616) – kardynał prezbiter S. Girolamo degli Schiavoni
- Scipione Cobelluzzi (19 września 1616) – kardynał prezbiter S. Susanna; bibliotekarz Świętego Kościoła Rzymskiego; sekretarz ds. Brewe Apostolskich
- Pietro Valier (11 stycznia 1621) – kardynał prezbiter bez tytułu; arcybiskup Krety
- Giulio Roma (11 stycznia 1621) – kardynał prezbiter bez tytułu
- Cesare Gherardi (11 stycznia 1621) – kardynał prezbiter bez tytułu
- Desiderio Scaglia OP (11 stycznia 1621) – kardynał prezbiter bez tytułu
- Stefano Pignatelli (11 stycznia 1621) – kardynał prezbiter bez tytułu
- Andrea Baroni Peretti (5 czerwca 1596) – kardynał diakon S. Maria in Via Lata; protodiakon Świętego Kolegium Kardynałów
- Alessandro d’Este (3 marca 1599) – kardynał diakon S. Eustachio; gubernator Tivoli
- Carlo Emmanuele Pio (9 czerwca 1604) – kardynał diakon S. Nicola in Carcere Tulliano
- Luigi Capponi (24 listopada 1608) – kardynał diakon S. Angelo in Pescheria; komendatariusz opactwa terytorialnego S. Genesio w Brescello
- Carlo de’ Medici (2 grudnia 1615) – kardynał diakon S. Maria in Domnica
- Alessandro Orsini (2 grudnia 1615) – kardynał diakon S. Maria in Cosmedin

Oprócz Hiszpanów Zapata i Borja y Velasco wszyscy elektorzy byli Włochami, z tym, że kardynał Giovanni Bonsi był poddanym króla Francji. Trzydziestu dwóch z nich mianował Paweł V, czternastu Klemens VIII, czterech Sykstus V, a po jednym Grzegorz XIII (1572 – 1585) i Grzegorz XIV (1590 – 1591).

### Nieobecni
17 kardynałów (6 Włochów, 3 Niemców, 5 Francuzów, 3 Hiszpanów):
- Federico Borromeo (18 grudnia 1587) – kardynał prezbiter S. Maria degli Angeli; arcybiskup Mediolanu
- Franz von Dietrichstein (3 marca 1599) – kardynał prezbiter S. Silvestro in Capite; biskup Ołomuńca; protektor Austrii
- François d’Escoubleau de Sourdis (3 marca 1599) – kardynał prezbiter S. Marcello; arcybiskup Bordeaux
- François de la Rochefoucald (10 grudnia 1607) – kardynał prezbiter S. Callisto; biskup Senlis
- Louis Guise de Lorraine (2 grudnia 1615) – kardynał prezbiter bez tytułu; arcybiskup Reims; komendatariusz opactw terytorialnych Cluny i Saint-Pierre-de-Corbie
- Gabriel Trejo y Paniagua (2 grudnia 1615) – kardynał prezbiter S. Pancrazio
- Baltasar Moscoso y Sandoval (2 grudnia 1615) – kardynał prezbiter bez tytułu; biskup Jaén
- Melchior Klesl (2 grudnia 1615) – kardynał prezbiter bez tytułu; biskup Wiednia; administrator diecezji Wiener Neustadt
- Henri de Gondi (26 marca 1618) – kardynał prezbiter bez tytułu; biskup Paryża
- Francisco Goméz de Sandoval y Rojas (26 marca 1618) – kardynał prezbiter bez tytułu; książę Lermy
- Francesco Cennini de’ Salamandri (11 stycznia 1621) – kardynał prezbiter bez tytułu; biskup Amelii
- Guido Bentivoglio (11 stycznia 1621) – kardynał prezbiter bez tytułu
- Eitel Friedrich von Hohenzollern-Sigmaringen (11 stycznia 1621) – kardynał prezbiter bez tytułu
- Giovanni Doria (9 czerwca 1604) – kardynał diakon S. Adriano; arcybiskup Palermo
- Maurizio di Savoia (10 grudnia 1607) – kardynał diakon bez tytułu; komendatariusz opactwa terytorialnego Chiusa di S. Michele; protektor Francji
- Louis de Nogaret d’Épernon de La Valette (11 stycznia 1621) – kardynał diakon bez tytułu; arcybiskup Tuluzy
- Agostino Spinola Basadone (11 stycznia 1621) – kardynał diakon bez tytułu

Jednego spośród nich mianował Sykstus V, czterech Klemens VIII, a pozostałych Paweł V.

### Nieuprawnieni do udziału w konklawe
12-letni syn króla Hiszpanii z racji młodego wieku i braku jakichkolwiek święceń nie miał uprawnień elektorskich:
- Ferdynand Habsburg (29 lipca 1619) – kardynał diakon S. Maria in Portico; administrator archidiecezji Toledo

## Frakcje
Wyróżniano następujące frakcje wśród kardynałów:
- „Borghesianie” – czyli nominaci papieża Pawła V dowodzeni przez jego siostrzeńca kardynała Borghese. Należeli do niej także: Barberini, Millini, Lante, Leni, Tonti, Verallo, Carafa, Rivarola, Filonardi, Serra, Galamina, Centini, Crescenzi, Ubaldini, Muti, Savelli, Ludovisi, Aquino, Campori, Priuli, Cobelluzio, Valier, Roma, Gherardi, Scaglia, Pignatelli, Capponi i Orsini (łącznie z liderem 29 purpuratów);
- partia „klementyńska” – czyli stronnictwo kardynała Aldobrandini, bratanka Klemensa VIII, grupującego większość nominatów jego wuja; należeli do niej Bandini, Cesi, Bevilacqua, Bellarmin, Deti, Ginnasi, Delfino, Sannesio i Pio (łącznie 10 osób);
- partia „sykstyńska"– partia grupująca czterech nominatów Sykstusa V pod wodzą jego krewnego kardynała Montalto. Należeli do niej Sauli, Giustiniani i del Monte, a także mianowany wprawdzie przez Klemensa VIII, ale spokrewniony z wicekanclerzem kardynał Baroni Peretti;
- stronnictwo hiszpańskie – trzyosobowa frakcja, grupująca dwóch hiszpańskich kardynałów Borja y Velasco i Zapatę oraz przedstawiciela cesarza kardynała Madruzzo.

Ponadto wyróżniano grupę czterech kardynałów wywodzących się z północnowłoskich rodów książęcych (d’Este, Farnese oraz Medici i jego sojusznik Sforza), którzy zachowywali niezależność względem przywódców frakcji. Z kolei kardynał Bonsi był jedynym reprezentantem frakcji profrancuskiej, gdyż żaden z francuskich kardynałów nie przybył na konklawe.
Partie te nie stanowiły jednak monolitów. Zwłaszcza ugrupowaniu kardynała Borghese brakowało wewnętrznej spójności i nie wszyscy jej członkowie byli w pełni lojalni wobec lidera. Stronnictwo hiszpańskie, choć formalnie liczyło tylko trzech członków, miało licznych sympatyków także w innych frakcjach.

## Kandydaci na papieża
Za papabile uważanych było czternastu kardynałów, w tym trzech spośród „sykstyńczyków” (Sauli, Giustiniani i del Monte), trzech spośród nominatów Klemensa VIII (Bandini, Ginnasi i Madruzzo) i ośmiu spośród „borghesian” (Campori, Millini, Carafa, Galamina, Centini, Ludovisi, Aquino i Cobelluzio). W praktyce jednak tylko nieliczni mieli realne szanse na zdobycie tiary. Głównym faworytem wydawał się kardynał Campori, gdyż miał on poparcie kardynała Borghese, wicekanclerza Montalto oraz Hiszpanii i cesarza. Przeciwko niemu przemawiało jednak to, że wielu „borghesian” (m.in. Orsini) niechętnie patrzyło na jego kandydaturę, a otwarcie sprzeciwiały mu się Francja, Wenecja oraz kardynał Aldobrandini i jego stronnicy. W razie fiaska tej kandydatury największe szanse dawano kardynałowi Ludovisi („borghesianin”, ale popierany też przez Aldobrandiniego) oraz Aquino (także „borghesianin”, popierany zarówno przez Francję jak i Hiszpanię). Spośród nominatów Klemensa VIII realne szanse miał jedynie należący do stronnictwa hiszpańskiego Madruzzo, a z partii Montalto – kardynał Giustiniani.
Scipione Borghese wyraźnie zlekceważył swoją „wewnątrzpartyjną” opozycję wobec Camporiego. Był przekonany, że zdoła doprowadzić do jego wyboru już pierwszego dnia, przez aklamację. Oponenci jednak nie próżnowali. Szczególnie aktywni w zakulisowym zwalczaniu tej kandydatury byli Alessandro Orsini oraz Roberto Ubaldini.

## Przebieg konklawe
Konklawe rozpoczęło się 8 lutego. Borghese, zgodnie ze swym wcześniejszym planem, podjął próbę wyboru Camporiego przez aklamację. Przeżył jednak gorzkie rozczarowanie. Choć Camporiego poparli Hiszpanie, sykstyńczycy oraz kardynałowie Medici, d’Este i Farnese, zbudowany przez Orsiniego blok przeciwny, złożony z partii Aldobrandiniego, Francji oraz całkiem pokaźnej grupy „dysydentów” z partii Borghesego (oprócz Orsiniego także Ubaldini, Tonti, Crescenzi i Filonardi), a nawet reprezentującego cesarza kardynała Madruzzo, zdołał zablokować jego wybór. W tej sytuacji kandydatura Camporiego musiała zostać wycofana.
Rankiem 9 lutego doszło do pierwszego (i jak się później okazało – jedynego) pisemnego głosowania. Największe poparcie (15 głosów) uzyskał w nim powszechnie szanowany 78-letni jezuita Robert Bellarmin, który jednak nie zgodził się kandydować. W ciągu dnia kilku najbardziej wpływowych kardynałów: Borghese, Orsini, Zapata, Capponi, d’Este i Medici porozumieli się co do poparcia kardynała Alessandro Ludovisi, którego popierał Aldobrandini. Jeszcze tego samego dnia wieczorem 67-letni arcybiskup Bolonii został wybrany przez aklamację i przybrał imię Grzegorza XV. Elekcję ogłoszono dopiero następnego dnia rano, a 14 lutego 1621 protodiakon Andrea Baroni Peretti koronował Grzegorza XV na schodach bazyliki watykańskiej.
Było to najkrótsze (zaledwie dwudniowe) konklawe XVII wieku i jedno z krótszych w historii. Zarazem było ostatnim, w którym dokonano wyboru przez aklamację, Grzegorz XV wprowadził bowiem nowe reguły dotyczące konklawe, zgodnie z którymi papież mógł być wybrany jedynie w pisemnym głosowaniu.

### Uzupełniające źródła internetowe
- http://cardinals.fiu.edu/conclave-xvii.htm#1621
- Gregor XV.. vaticanhistory.de. [zarchiwizowane z tego adresu (2007-09-27)].
- http://www.pickle-publishing.com/papers/triple-crown-gregory-xv.htm